# Bassano in Teverina
Bassano in Teverina é uma comuna italiana da região do Lácio, província de Viterbo, com cerca de 1.134 (Cens. 2001) habitantes. Estende-se por uma área de 12,10 km², tendo uma densidade populacional de 93,72 hab/km². Faz fronteira com Attigliano (TR), Bomarzo, Giove (TR), Orte, Soriano nel Cimino, Vasanello.

## Demografia
| Variação demográfica do município entre 1861 e 2011                               |
|                                                                                   |
| Fonte: Istituto Nazionale di Statistica (ISTAT) - Elaboração gráfica da Wikipedia |